# Jiayuan City Spirit
Jiayuan City Spirit – elektryczny mikrosamochód produkowany pod chińską marką Jiayuan od 2015 roku.

## Historia i opis modelu

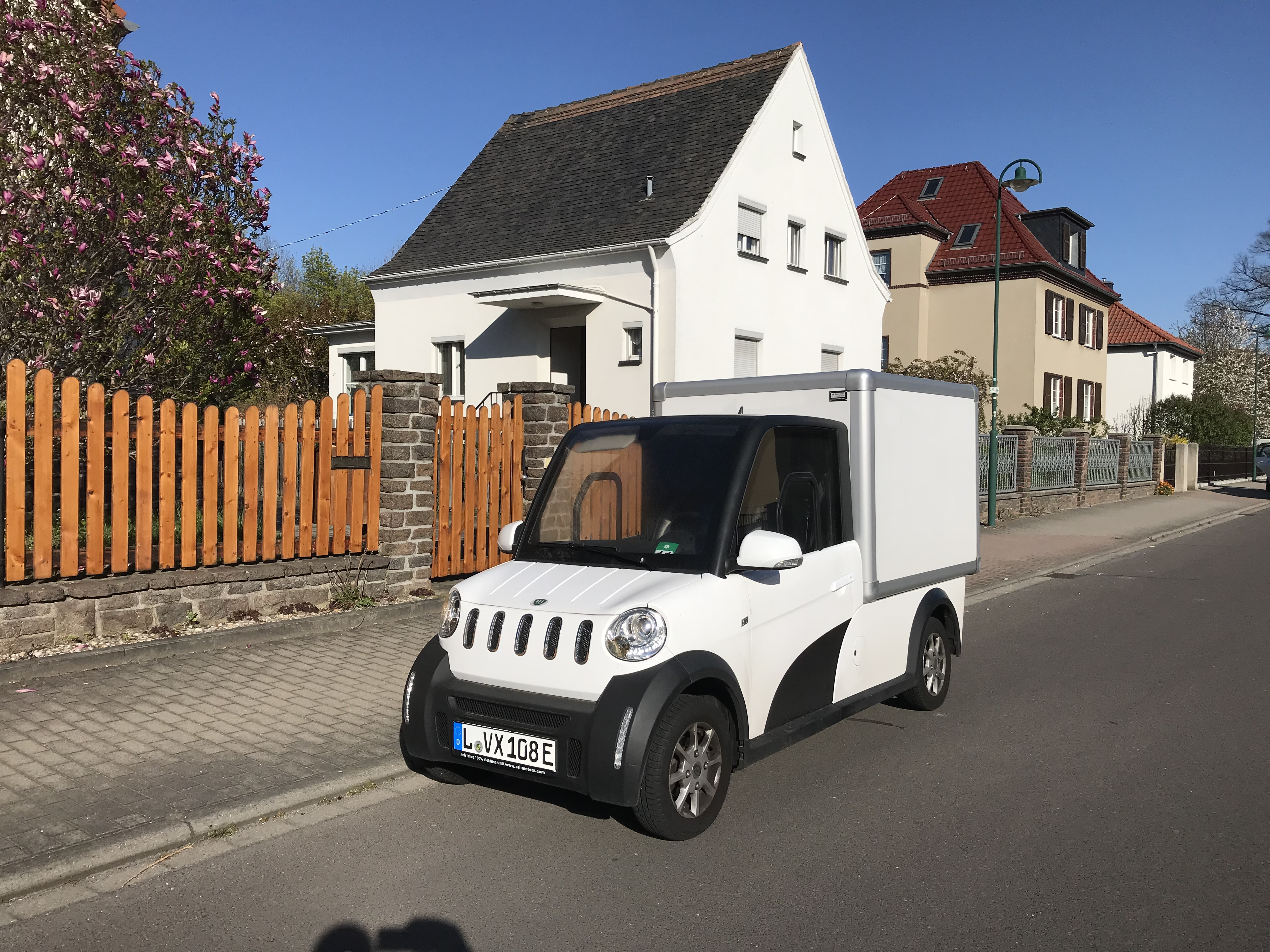
niemiecki ARI 458 Van

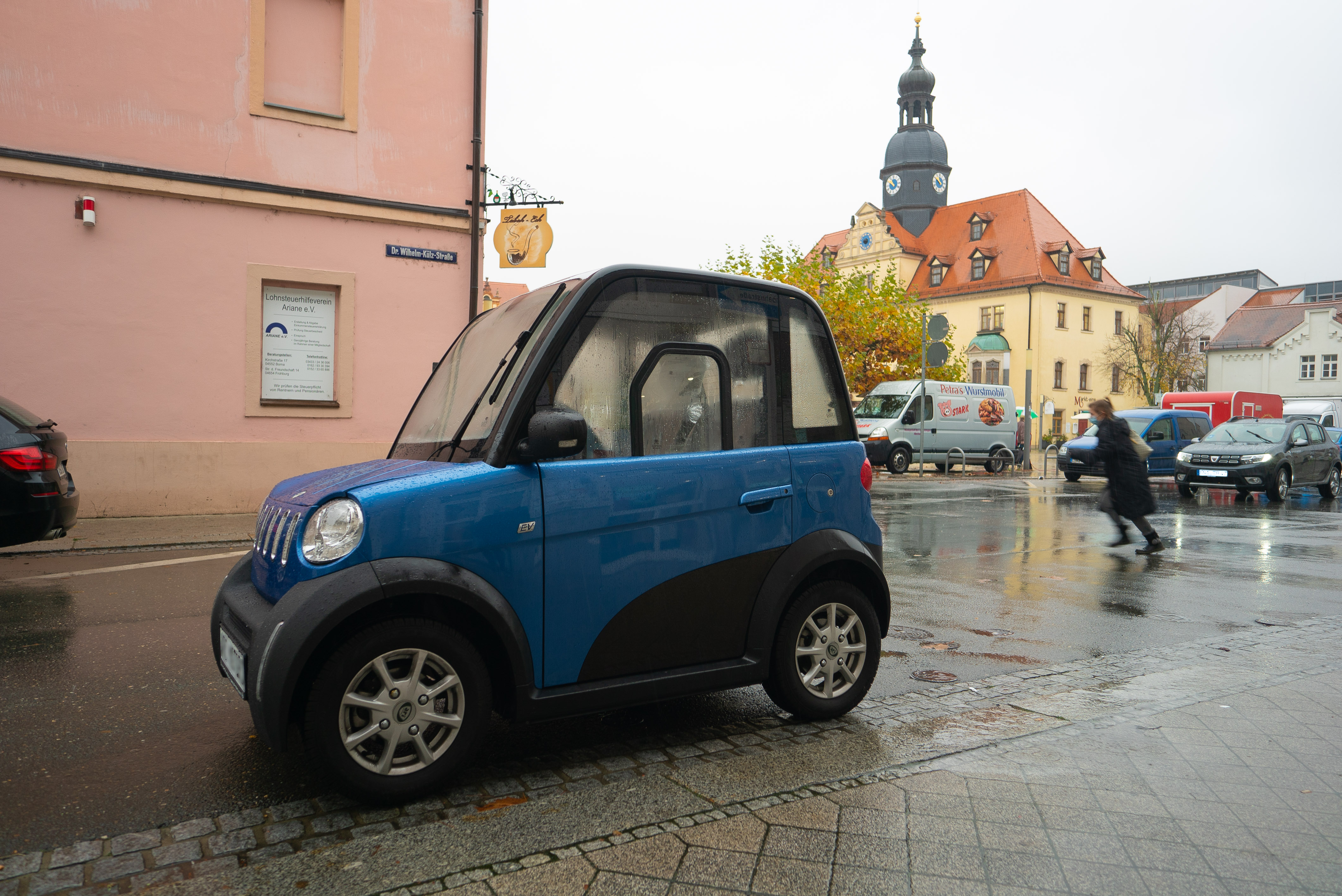
niemiecki ARI 802

Jiayuan City Spirit zaprezentowany został w kwietniu 2015 roku podczas wystawy samochodowej Shandong EV Expo w chińskim mieście Jinan. Pojazd przyjął postać niewielkiego, niespełna 2,2-metrowego hatchbacka w koncepcji mikrosamochodu mogącego pomieścić do 2 pasażerów w wąskim, wysokim nadwoziu.
Niewielki samochód wyróżnił się dużą powierzchnią przeszklenia, z charakterystycznymi otworami na odsuwanie szyby w obu drzwiach. Przy niewielkich wymiarach zewnętrznych producentowi udało się pozyskać także relatywnie niską masę całkowitą wynoszącą 630 kilogramów.

### Sprzedaż
Po tym jak w 2015 roku Jiayuan City Spirit trafił do sprzedaży na rodzimym rynku chińskim, w 2016 roku koncepcją pojazdu zarówno w wersji osobowej, jak i dostawczej zainteresowało się niemieckie przedsiębiorstwo ARI Motors z przedmieść Lipska. Na mocy licencji uruchomili oni produkcję City Spirita pod nazwą ARI 802 wobec wersji osobowej i ARI 458 dla odmiany dostawczej w czeskim miasteczku Říčany. Sprzedaż pojazdu w Czechach trwa od 2018 roku, z kolei w Niemczech - od roku 2019. W tym drugim kraju pierwsze duże zamówienie na flotę dostawczych ARI 458 udało się pozyskać jesienią 2019 roku, dostarczając furgonetki do dostarczania paczek firmy Zalando na terenie Hamburga. 
W 2019 roku Jiayuan City Spirit trafił na import do Wielkiej Brytanii przez lokalny startup Siticars, który oferuje mikrosamochód zarówno w osobowym, jak i dostawczym wariancie pod nazwą me Micro Electric. W 2022 roku z kolei pod nazwą Invicta Eidola zaczęto dystrybucję wariantu osobowego i dostawczego w Hiszpanii.

### Dane techniczne
Samochód wyposażony został w niewielki silnik elektryczny o mocy 4,75 KM, pozwalający na rozpędzenie się do maksymalnie 40 km/h. Pojazd osiąga maksymalny zasięg na jednym ładowaniu równy ok. 120 kilometrom, na co pozwala akumulator kwasowo-ołowiowy.